# Djibouti
Djibouti (arabisk: جيبوتي, officielt: Republikken Djibouti) er en suveræn stat i det østlige Afrika.
Djibouti ligger på Afrikas Horn. Det grænser op til Somalia (Somaliland) mod syd, Etiopien mod syd og vest, Eritrea mod nord og Det Røde Hav og Adénbugten mod øst. Landet har et areal på 23.200 km² og et indbyggertal på 1.152.944(2023).
I 1800-tallet etablerede Frankrig et protektorat i området kaldet Fransk Somaliland, ledet af Léonce Lagarde. I 1967 blev navnet ændret til Det franske Afar- og Issa-territorium. Den 27. juni 1977 fik landet sin selvstændighed som Djibouti. Af større byer kan nævnes hovedstaden Djibouti og den sydligt beliggende by Ali Sabieh.
En borgerkrig ledet af rebeller fra Afarstammen i de tidlige 1990'ere blev stoppet med en fredsaftale i 1994.

## Geografi

### Geologi og landskabsformer
Store dele af Djibouti består af stenørken med vidstrakte lavaområder og vulkanske højdedrag, som på enkelte steder hæver sig mere end 1.500 meter over havet. Højst når Moussa Ali Terara på grænsen mod Etiopien og Eritrea, med 2.021 meter over havet (også målt til 2.063 meter over havet). Forkastninger, som løber parallelt med Rødehavsforkastningen, har skabt lavninger, hvor Hanlé-sletterne og saltsøerne Alol og Assal ligger. Assal ligger cirka 155 meter under havoverfladen og er Afrikas laveste punkt. Tadjoura-bugten, en bugt af Det Indiske Ocean, skærer langt ind i landet. Abbesøen i vest, på grænsen mellem Djibouti og Etiopien, er kendt for et rigt fugleliv: (flamingoer, pelikaner, ibiser). Kun nogle få procent af arealet er dyrkbart.

### Klima
Djibouti har et ørkenklima med ekstrem varme. Klimaet er mere trykkende ude ved kysten end i indlandet på grund af høj luftfugtighed. Hovedstaden Djibouti har en årlig middeltemperatur på 30 °C; den koldeste måned er januar med 25 °C i gennemsnit (døgnmaksimum 29 °C), mens den varmeste er juli med 37 °C (døgnmaksimum 43 °C). Store dele af landet ligger i regnskygge og får kun lidt nedbør. Den årlige nedbørsmængde er cirka 125 mm ved kysten og op til 500 mm i bjergene. Det meste af nedbøren falder i perioden oktober–april. Landet er periodevis ramt af tørke, og undertiden forårsager forstyrrelser fra det Indiske Ocean stærk regn med oversvømninger til følge.

### Plantevækst og dyreliv
Vegetationen består mestendels af tornede buske og ørkenbuske, bortset fra små skovområder på visse højdedrag. Langs de vadier, som periodevis får vand, vokser doumpalmer, og ved kysten findes strækninger med mangrovesump.
Dyrelivet omfatter blandt andet sjakaler, antiloper og gazeller. Kysten ud for Djibouti er en kendt samlingsplads for hvalhajer (verdens største fisk) i vintermånederne.

### Miljø
Landets største miljøproblem er mangel på drikkevand, meget begrænset adgang til dyrkbar jord, ørkenspredning og at visse dyrearter er udryddelsestruede.

## Demografi
Djiboutis folkemængde skønnedes i 2011 til 757.074 personer. Alle oplysninger om befolkningsforholdene er behæftede med stor usikkerhed, blandt andet på grund af de mange flygtninge og illegale immigranter, især fra Etiopien og Somalia, som befinder sig i landet. Ifølge FN var fødsels- og dødstallene i perioden 1995–2000 42,3 respektive 17,2 promille. Gennemsnitslevetiden beregnes til cirka 44 år for kvinder og 42 for mænd. Spædbørnsdødelighed skønnedes i 2011 til knapt 55 døde per 1000 fødte.
I 2020 er befolkningsstørrelsen anslået til 988.000 indbyggere. Folketallet er forøget med 1,6 pct. i 2020. Fødselsraten er på 2,8 barn per kvinde. Spædbarnsdødeligheden er 33,4 per 1000 levendefødte (2020). Forventet levealder ved fødsel er 68,7 for kvinder og 64,6 for mænd (2020). 28,9 pct. af befolkningen er under 14 år (2020).
De største befolkningsgrupper i Djibouti er issa, som er af somalisk herkomst og udgør cirka 50 % af befolkningen, og afarerne (som også bor i dele af Etiopien og Eritrea) med cirka 35 %. Afarerne er koncentrerede til de nordlige og vestlige dele af landet, mens issa forekommer i syd. Afar står sprogligt ganske nær issa, og begge folk er muslimer. Desuden findes mindre grupper af europæere (hovedsagelig franskmænd) og arabere.
Befolkningen er stærkt koncentreret til hovedstadsområdet. Andre byer er Ali Sabieh, Tadjourah og Dikhil. Mange djiboutier lever som nomader, men disse er svært ramte af gentagne tørkeperioder, og mange er flyttet ind til byerne.
Et stort sundhedsproblem er aids. I 2009 skønnedes 2,5 % af den voksne befolkning at være smittet.

### Religion
98 % af befolkningen er sunnimuslimer. Nogle få grupper er tilhængere af indenlandske religioner og yderst få er kristne.

### Sprog
Fransk, somalisk og arabisk er officielle sprog. Det dominerende talesprog er afar..

## Historie
Landområdet, som udgør staten Djibouti, blev sent befolket. Dette skyldes, at landet har megen ørken og få frugtbare områder. Før kolonitiden var der få bofaste folk der. Disse var stort set nomader, som boede der i korte perioder. Efterhånden kom der afarer til området fra Etiopien og Eritrea, og issaer fra Adal-kongedømmet i syd. Befolkningen blev religiøst påvirkede af araberne, og folket blev muslimer. Afarerne var, som de fortsat er, organiserede i flere forskellige klaner og sultanater.
Efterhånden kom også europæere til området. Franskmænd slog sig ned ved Obock i 1859. I 1884 blev området fransk protektorat og fransk koloni fra 1896 med navnet Fransk Somaliland. Dette var vigtigt for Frankrig, fordi briterne i 1897 begyndte at bygge havnen Aden på den anden side af Det Røde Hav.
I forbindelse med bygningen af jernbanen til Etiopien blev Djibouti en vigtig udskibningshavn for etiopiske varer.
I 1946 blev statussen for området ændret til fransk oversøisk territorium. Reformen åbnede for politisk aktivitet, blandt andet til at holde møder og danne fagforeninger. Egne folkeforsamlinger blev også oprettede, men den franske guvernør havde fortsat al reel myndighed.
I 1960-erne gik der en bølge af afkolonisering over Afrika, og mange af de europæiske kolonier i Afrika blev selvstændige. Dette var også aktuelt for Fransk Somaliland. Samtidig blev der gjort krav på området af både Etiopien og det nyligt selvstændige (og konstruerede) Somalia. En folkeafstemning i 1967 førte til, at området skiftede status fra koloni til fransk oversøisk territorium med udvidet indre selvstyre under navnet Afar- og Issa-territoriet. Oppositionspartiet Ligue populaire africaine pour l'Indépendence (LPAI) pressede med støtte fra Somalia på for selvstændighed. Ti år senere, i 1977, blev der igen holdt folkeafstemning om selvstændighed. Et stort flertal var da for dette, og området blev selvstændigt under navnet Djibouti.

### Selvstændighed
Den 27. juni 1977 blev Republikken Djibouti selvstændig, og den 20. september samme år blev det medlem af FN. Perioden efter selvstændigheden har været præget af uroligheder mellem folkegrupperne afarene og issaerne. Den første præsident, LPAI-lederen Hassan Gouled Aptidon, formåede til en vis grad at begrænse urolighederne med sit etpartistyre. I 1979 efterfulgte Rassemblement populaire pour le progrès (RPP) LPAI, og Gouled blev valgt til præsident uden modkandidat.
Under 1980'erne var al politisk opposition forbudt og måtte derfor operere i hemmelighed. I 1986 flygtede tidligere statsråd Aden Robleh Awalleh til Etiopien, hvor han etablerede oppositionsgruppen Mouvement national djiboutien pour l’instauration de la démocratie (MNDID). I 1989 udviklede der sig voldelige modsætninger mellem etniske grupper i hovedstaden Djibouti Ville og i den afar-dominerede by Tadjourah, med voksende spændinger i afar-områderne. Også året efter var der etniske sammenstød i hovedstaden.
Ved indgangen til 1990'erne blev modstanden mod Gouleds regime skærpet, og i 1990 gik Front démocratique pour la libération de Djibouti (FDLD) sammen med MNDD i en fælles front, Union des mouvements démocratiques (UMD). Dette var første gang, at to politiske grupper med basis i hver af de to etniske grupper afar og issa gik sammen for en fælles sag.
Konflikten mellem de to etniske grupper udviklede sig i første halvdel af 1990-erne til en borgerkrig, da særlig Front pour la restauration de l'unité et de la démocratie (FRUD), som bestod af tre militante afar-grupper, greb til våben mod Gouleds regime 1991. Året efter tog FRUD kontrol over flere dele af landet, især i nord, hvilket førte til, at præsidenten indkaldte militærhjælp fra Frankrig, som udstationerede soldater flere steder i landet. Gouled hævdede, at oprørerne var støttede af Etiopien, og den djiboutiske hær voksede i 1990-erne fra 2.500 til 25.000 mand. FRUD underskrev en fredsaftale med regeringen i 1994, og størstedelen af volden ophørte. Tilstandene var imidlertid ikke helt rolige før frem mod 2001.

### Demokratisering
I 1992 blev der vedtaget en flerpartigrundlov, som imidlertid begrænsede antallet af partier til fire, hvor FRUD var et af de partier, som ikke blev godkendt, hvilket førte til, at dele af oppositionen boykottede valget, og regeringspartiet RPP vandt alle de 65 sæder i nationalforsamlingen. Gouled vandt det første præsidentvalg med mere end én kandidat i 1993 efter at være blevet genvalgt uden modkandidat i 1987.
I 1993 udbrød der nye kampe, blandt andet ved en omfattende regeringsoffensiv i det nordlige og centrale Djibouti, da FRUDs hovedkvarter blev erobret. 80.000 mennesker blev fordrevet fra deres hjem som følge af kampene. I 1994 blev FRUD splittet, og Ali Mohamed Daoud blev udpeget til ny leder. Den tidligere leder Ahmed Dini Ahmed dannede en rivaliserende organisation i Addis Abeba i Etiopien.
I 1994 kom der fredsforhandlinger i stand mellem regeringen og FRUD, og som resultat af mægling fra Frankrig blev der indgået en fredsaftale i december 1994, som lagde grunden for at etablere en koalitionsregering og at fordele magt mellem folkegrupperne og regionerne. FRUD-medlemmer fik amnesti, og medlemmer af guerillaen blev indlemmet i det nationale forsvar. FRUD forpligtede sig til gengæld til at opgive den militære kamp. Nogen sammenstød fandt fortsat sted 1995–1996, men i 1996 blev FRUD legaliseret som Djiboutis fjerde politiske parti. FRUD blev splittet på ny, og først i 2000 blev der indgået en endelig fredsaftale. Året efter overgav FRUD alle sine våben til regeringshæren for destruktion.
Også i regeringspartiet RPP fandt der en afskalning sted, da RPP – Groupe pour la démocratie de la république (RPP-GDR) blev oprettet i 1996. Sammen med Parti national démocratique (PND) og Front uni de l'opposition djiboutienne (FUOD) blev oppositionsalliancen Coordination de l'opposition djiboutienne etableret i 1996 af RPP-GDR.
Ved parlamentsvalget 1997 tog en koalition mellem RPP og FRUD samtlige 65 pladser. Koalitionen fik på ny alle repræsentanterne efter valget i 2003. Oppositionen samlede sig i Union pour une alternance démocratique (UAD). For første gang i landets historie blev det indvalgt kvindelige parlamentsmedlemmer.
Præsident Aptidon gik af som præsident i 1999 i en alder af 83 år efter at være blevet valgt til en femte periode i 1997. Han blev efterfulgt af sin nevø Ismail Omar Guelleh. Ved preæsidentvalget i april 2005 blev Guelleh genvalgt for en ny 6-års-periode. Det samme skete i 2011.
Også efter fredsaftalen med FRUD og under Guelleh er politisk undertrykkelse fortsat i Djibouti, og flere medlemmer af oppositionen er blevet taget i forvaring. Det samme gælder FRUD-medlemmer deporterede fra Etiopien. Også fagforeningsledere og journalister er taget i forvaring, aviser er blevet lukkede, og der er rapporteret om brug af tortur.
I sommeren 2008 gik eritreanske styrker ind i Djibouti. Dette førte til en tre dage lang krig, som endte med eritreansk tilbagetrækning. Dette førte til stærke internationale reaktioner, og Frankrig forøgede sin militærbistand til Djibouti.

## Politik
Djibouti er en allieret af USA i Kampen mod terror, og der er blandt andet en stor amerikansk base (Camp Lemonnier) i landet.

### Administrativ innddeling
Djibouti er inddelt i fem regioner og en hovedstadsregion. Disse er videre inddelt i elleve distrikter.
- Ali Sabieh (Région d'Ali Sabieh) - med hovedbyen Ali Sabieh
- Arta (Région d'Arta) - med hovedbyen Arta
- Dikhil (Région de Dikhil) - med hovedbyen Dikhil
- Djibouti (by) (Ville de Djibouti)
- Obock (Région d'Obock) - med hovedbyen Obock
- Tadjourah (Région de Tadjourah) - med hovedbyen Tadjoura

### Forsvars- og udenrigspolitik
Siden selvstændigheden har Djibouti opretholdt et nært forhold til Frankrig, som blandt andet har sin største militærbase i Afrika der. Frankrig brugte denne base både under Gulfkrigen i 1991 og interventionen i Somalia året efter. I 1991 sluttede Djibouti sig til koalitionen mod Irak, hvilket styrkede forbindelserne med Frankrig. I 2001 fik Djibouti voksende betydning med sin vigtige strategiske beliggenhed i forbindelse med den USA-ledede kamp mod international terror. I juni 2002 etablerede også USA en militær base i landet. Også soldater fra Spanien og Tyskland blev udstationerede i Djibouti for at lede søoperationer, og flere lande benyttede landets havn til militære formål.
Djibouti har på grund af beliggenheden i en ustabil region været afhængig af gode forhold til nabolandene Etiopien, Eritrea og Somalia, og i 1980'erne formåede landet at indtage en mæglerrolle mellem de to fjender Etiopien og Somalia, og mod slutningen af 1990'erne mellem Etiopien og Eritrea. Djibouti blev i 1988 trukket ind i konflikten i Nordsomalia ved, at forsyninger til regeringssiden blev sendt via Djibouti. Under 1990'erne havde Djibouti et anspændt forhold til udbryderrepublikken Somaliland, men i 1997 anerkendte Djibouti landet.
I efteråret 1999 lagde præsident Guelleh som formand i den regionale samarbejdsorganisation Interngovernmental Authority on Development (IGAD) frem nye forslag til en fredsløsning i Somalia, hvilket førte til, at Somaliland-republikken anklagede Djibouti for at blande sig i dets anliggender og lukkede grænsen. I maj 2000 fandt der en fredskonference sted mellem parterne i Somalia i Djibouti. Da grænsekrigen mellem Etiopien og Eritrea udbrød i 1998, forsøgte også Djibouti at mægle mellem parterne, men bestræbelserne førte ikke til resultat. Efterhånden tog Djibouti mere og mere Etiopiæns parti og blev anklaget af Eritrea for at være partisk i mæglingsforsøget. I 1998 brød Djibouti de diplomatiske forbindelser med Eritrea efter at have beskyldt landet for at støtte FRUD. Forbindelserne blev ikke genoprettede før 2000. I 1998 blev Etiopien afskåret fra de eritreanske havne som følge af krigen mellem Etiopien og Eritrea, og kun havnen i Djibouti var tilbane, hvilket yderligere styrkede forbindelserne mellem Djibouti og Etiopien. I 1998 indgik Djibouti og Iran en aftale om økonomisk samarbejde og aftaler med Libyen og Yemen blev indgået 2000. Som følge af sin geografiske placering på det konfliktfyldte Afrikas horn, har Djibouti gennem mange år været modtager af betydelige antal af flygtninge.

## Økonomi
Djibouti er fattigt og derfor stærkt beroende af bistand fra Frankrig. Økonomien er baseret på tjenester forbundne med landets strategiske beliggenhed og status som frihandelszone. Landets vigtigste indkomstkilde er handelen og transittrafikken over hovedstaden, fortrinsvist fra Etiopien; jernbanen Addis Abeba–Djibouti blev anlagt i 1917. Som international frihavn har byen dog lidt svært afbræk under krigen på Afrikas horn. To tredjedele af befolkningen bor i hovedstaden og resten af befolkningen udgøres overvejende af nomadiske kvægavlere. På grund af den ringe nedbør er dyrkningsmulighederne begrænsede og næsten alle fødevarer må importeres. Der findes næsten ingen råstoffer, og industrien er meget beskeden i omfatning. Arbejdsløsheden er omkring 50 %, hvilket er et problem; en stor udenlandsgæld er et andet.
Al elektricitet produceres af fossile brændstoffer.

## Uddannelse
Formelt set er der 6 års obligatorisk skolegang i landet, men år 2000 gik kun 40 % af børnene i den skolepligtige alder i skole, mens 18 % gik i en højere skole. Omkring 32 % af befolkningen var i 2003 analfabeter.

## Kultur

### Massemedia
Djibouti har ingen aviser men nogle få ugeaviser. En af dem, La Nation de Djibouti, er en officiel ugeavis på fransk. Den trykkes i hovedstaden og har et oplag på 4.300. Et statsejet radio- og tv-selskab sender radio- og tv-programmer på fransk, arabisk, afar og somalisk.